# Димитър Живков
Димитър Живков е български театрален, филмов и озвучаващ актьор.

## Биография
Роден е на 19 ноември 1984 г. във град Враца.
През 2007 г. завършва НАТФИЗ „Кръстьо Сарафов“ със специалност „Актьорско майсторство за драматичен театър“ при проф. Атанас Атанасов.

## Актьорска кариера

### Кариера в театъра
От 2007 г. до 2008 г. играе в Драматичния театър „Стефан Киров“ в град Сливен, Драматичния театър „Гео Милев“ в град Стара Загора от 2008 г. до 2009 г., и Сатиричния театър „Алеко Константинов“ от 2009 г. до 2016 г., а от 2021 г. е част от Театър „Любомир Кабакчиев“ в град Казанлък.
През 2012 г. става популярен с изпълнението си в моноспектакъла „Живак“. От септември 2013 г. до февруари 2020 г. е част от трупата за импровизационен театър „Шизи Про“. През 2013 г. получава две награди „Аскеер“ за изгряваща звезда и за най-добър актьор на фестивала „Друмеви театрални празници – Шумен“ за изпълнението си в моноспектакъла „Живак“.
През 2016 г. реализира спектакъла „Игра за големи мъже“ от Саймън Блок, в който е като режисьор и ръководител на проекта. През 2021 г. е режисьор на постановката „Четири жени без 4G“.

### Кариера в киното и телевизията
Първоначално играе във студентски филми в НАТФИЗ „Кръстьо Сарафов“ през 2003 г.
От 2004 г. до 2006 г. е водещ в предаването „Език мой...“ на БНТ.
През 2006 г. се снима във телевизионния филм „Футболни хамелеони“ на режисьора Стойчо Шишков, а премиерата му е на 26 февруари 2008 г. по Канал 1.
През 2007 г. се снима във документалния филм „На Бога най-светлият син“ на режисьора Дора Ангелова.
През 2008 г. играе Бащата в телевизионната приказка „Незнайният гост“ на режисьора Съни Сънински
През 2015 г. участва в късометражния филм „Надежда“ на режисьора Геновева Крумова.
През 2017 г. играе Мони в българския игрален филм „Дъвка за балончета“ на режисьора Станислав Тодоров-Роги.
През 2021 г. играе Боян в българския сериал „All Inclusive“. В същата година участва в сериала по БНТ – „Аз и моите жени“, в ролята на Филип.

### Кариера на озвучаващ актьор
Живков се занимава с озвучаване на филми и сериали. Участва във филмите, озвучени от дублажните студия Александра Аудио, Доли Медия Студио, Про Филмс, TV7, Андарта Студио, bTV и др.
През 2019 г. озвучава злодея Джафар (изигран от Марван Кензари) във игралната адаптация на Дисни – „Аладин“.

## Участия в театъра
Малък градски театър „Зад канала“
- юни 2004 г. – Г-н Кирчев в „Големанов“ от С. Л. Костов – режисьор Мариус Куркински

Учебен театър „НАТФИЗ“
- март 2006 г. – Рег в „Обноски за маса” от Алън Ейкбърн
- ноември 2006 г. – Уейни Фостър в „Да бъдеш Джейми Фостър“ от Бет Хенли – режисьор Атанас Атанасов
- февруари 2007 г. – Лебедев в „Иванов“ от А. П. Чехов – режисьор Александър Събев

Театрална работилница „Сфумато“
- октомври 2006 г. – Жорж Дантон в „Смъртта на Дантон“ от Георг Бюхнер – режисьор Добромир Цветков

Драматичен театър „Стефан Киров“ – гр. Сливен
- септември 2007 г. – Пердикан в „С любовта шега не бива“ от Алфред дьо Мюсе – режисьор Съни Сънински
- октомври 2007 г. – Робер Кастен в „Air Tango“ от Марк Камолети – режисьор Атанас Атанасов
- юни 2008 г. – Професор Хигинс в „Пигмалион“ от Джордж Бърнард Шоу – режисьор Пламен Панев

Драматичен театър „Гео Милев“ – гр. Стара Загора
- септември 2008 г. – Мирослав в „Иван Шишман“ от Камен Зидаров – режисьор Ивелин Керанов
- октомври 2008 г. – Лейн и Меримън в „Колко е важно да бъдеш сериозен“ от Оскар Уайлд – режисьор Красимир Спасов
- април 2009 г. – Аполон Мурзавецки във „Вълци и овце“ от Александър Островски – режисьор Богдан Петканин
- юни 2009 г. – „Сватбата на дребния буржоа“ от Бертолт Брехт – режисьор Десислава Боева
- януари 2017 г. – „Цар последен“ – режисьор Йосиф Сърчаджиев[13]

Сатиричен театър „Алеко Константинов“
- септември 2009 г. – „Олеле“ - детски спектакъл от Здрава Каменова – режисьор Георги Георгиев – Антика[14]
- ноември 2009 г. – „Air Tango“ от Марк Камолети – режисьор Атанас Атанасов
- април 2010 г. – „Тайният живот на мисис Уайлд“ от Пол Зиндел – режисьор Боил Банов[15]
- октомври 2011 г. – „Максималистът“ от Станислав Стратиев – режисьор Гаро Ашикян[16]
- ноември 2012 г. – „Прелестите на изневярата“ от Валентин Красногоров – режисьор Йосиф Сърчаджиев[17]
- септември 2013 г. – „Тиква!“, моноспектакъл от Александър Урумов – режисьор Димитър Стефанов[18][19]
- март 2014 г. – Моска във „Волпоне“ от Бен Джонсън – режисьор Здравко Митков[20][21]
- април 2014 г. – „Дон Жуан от Сохо“ от Патрик Марбър – режисьор Здравко Митков
- март 2016 г. – „Злополучно криминале“ – режисьор Пламен Марков[22]
- май 2016 г. – Хенрих в „Новите дрехи на краля“ от Ханс Кристиан Андерсен, режисьор Бисерка Колевска[23][24]

Театър „Сълза и смях“
- март 2010 г. – „Капитала” – спектакъл на Съни Сънински, по текстове на Карл Маркс, Мигел де Унамуно, Дарио Фо, Съни Сънински
- март 2017 г. – „Секс за първи път“ от Кен Дейвънпорт – режисьор Димитър Стефанов

Младежки театър „Николай Бинев“
- май 2011 г. – „Правилата на играта“ от Стефан Прохоров – режисьор Димитър Стефанов

Детска театрална школа „Петровден“, село Паталеница
- юли 2010 г. – „Какво ви се хареса“ от Уилям Шекспир – режисьор Рекс Дойл
- юли 2011 г. – „Много шум за нищо“ от Уилям Шекспир – режисьор Рекс Дойл

Продуцентска къща „Креди Арте“
- май 2012 г. – „Живак“ (моноспектакъл) – режисьор Димитър Стефанов[25][26][27]

Нов театър – НДК
- март 2015 г. – „Големият Bullshit“ – авторски спектакъл на Васил Спасов
- май 2015 г. – „Новите правила на играта“ от Стефан Прохоров – режисьор Димитър Стефанов[28]
- октомври 2015 г. – „Да бъда или не?“ – авторски спектакъл на Димитър Стефанов[29]
- май 2016 г. – „Игра за големи мъже“ от Саймън Блок[30]

Театър 199 „Валентин Стойчев“
- ноември 2017 г. – „Седем дни от живота на Симон Лаброс“ от Карол Фрешет – режисьор Стелиян Петров[31][32]

Театър „Любомир Кабакчиев“ – гр. Казанлък
- декември 2017 г. – „Аферата с мъртвите души“ от Николай Гогол – режисьор Мартин Киселов[33]
- юни 2020 г. – „Сън в лятна нощ“ от Уилям Шекспир – режисьор Димитър Стефанов[34]

Народен театър „Иван Вазов“
- септември 2018 г. – „Един безумен ден“ от Пиер дьо Бомарше – режисьор Михаил Петров[36][37][38]

Общински драматичен театър „Невена Коканова“, град Дупница
- май 2019 г. – „Майстори“ от Рачо Стоянов – режисьор Надежда Асенова

Театър Бонини
- октомври 2019 г. – „#Лъжи ме #обичам те“ от Алън Ейкбърн – режисьор Малин Кръстев[39]

## Филмография
- „Футболни хамелеони“ (2006)
- „На Бога най-светлият син“ (2007)
- „Незнайният гост“ (2008)
- „Отплата“ (2012)
- „Недадените“ (2013) – Жак Ешкенази
- „Дъвка за балончета“ (2017) – Мони
- „Можеш ли да убиваш“ (2019)
- „Братя“ (2020) - Ананиев
- „All Inclusive“ (2021) – Боян, приятел на Надя
- „Аз и моите жени“ (2022) – Филип

## Радиопиеси
- октомври 2007 г. – Тито в „Без кръв” – радиопиеса по романа на Алесандро Барико, режисьор Мария Нанчева

## Роли в озвучаването
| Актьор        | Филми/Сериали | Роля      |
| ------------- | --- | --------- |
| Кит Харингтън | Как да си дресираш дракон 2 Как да си дресираш дракон: Тайнственият свят                                           | Ерет      |
| Рупърт Гринт  | Хари Потър и Стаята на тайните (дублаж на bTV) Хари Потър и Затворникът от Азкабан Хари Потър и Орденът на феникса | Рон Уизли |
| Уил Арнет     | Свекървище Доктор Дулитъл (дублаж на Александра Аудио)                                                             | Кит Заек  |

### Анимационни сериали (войсоувър дублаж)
- „Аниманиаци“ (дублаж на bTV, в епизоди 1x01 - 1x06) – Уако и Пинки (Роб Полсън), 2012
- „Давай, Диего!“, 2011

### Анимационни сериали (нахсинхронен дублаж)
- „Аватар: Повелителят на четирите стихии“ (дублаж на Александра Аудио), 2013
- „Остров Пълна драма“

### Игрални сериали (войсоувър дублаж)
- „Ирис“, 2011
- „Пауър Рейнджърс“ (от 18-ти до 20-ти сезон)
- „Шеметен бяг“ (дублаж на TV7), 2013

### Игрални сериали (нахсинхронен дублаж)
- „Групата на Алекс“, 2016
- „Имението Евърмур“ – Себастиан Бейли, 2015-2017

### Анимационни филми
- „Angry Birds: Филмът 2“ – Чък, 2019
- „Ела, изпей!“ (дублаж на Александра Аудио) – Еди Нудълман, 2016
- „Котаракът в чизми 2“ – Мече (Самсън Кайо), 2022
- „Червената обувчица и седемте джуджета“ – Други гласове, 2019

### Игрални филми (войсоувър дублаж)
- „Конфети“ – Мат (Мартин Фрийман)
- „Свекървище“, 2010
- „Терминатор 3: Бунтът на машините“ (дублаж на bTV), 2010

### Игрални филми (нахсинхронен дублаж)
- „Аладин“ – Джафар, 2019
- „Алвин и чипоносковците: Голямото чипоключение“ – Майлс, 2015
- „Господарка на злото 2“ – Диавал, 2019

### Други дейности
През 2007 г. е художествен ръководител в „ТП Film smith Pictures“ – София
През 2017 г. е асистент по специалност „Сценична реч“ в НАТФИЗ „Кръстьо Сарафов“ по покана на д-р Любомир Гърбев. Става част от преподавателски екип на професор Румен Рачев.

## Награди и отличия
- май 2013 г. – Награда „Аскеер“ за изгряващата звезда за моноспектакъла „Живак“.
- май 2013 г. – Награда за мъжка роля от Международния фестивал „Друмеви театрални празници – 2013, Шумен“ за ролите в моноспектакъла „Живак“
- май 2007 г. – Наградата „Най Най Най“ на НАТФИЗ за най-добър студент със специалност „Актьорско майсторство за драматичен театър“ на випуск 2007
- май 2006 г. – Специалната награда на Министерството на Младежта и Спорта за изпълнението на „На прощаване” от Христо Ботев; Конкурс за Ботева поезия – Враца
- април 2006 г. – Специалната награда „Иван Поповски” за изпълнение на унгарска поезия; ХХ Конкурс за българска и унгарска поезия - Шумен